# Tokeh

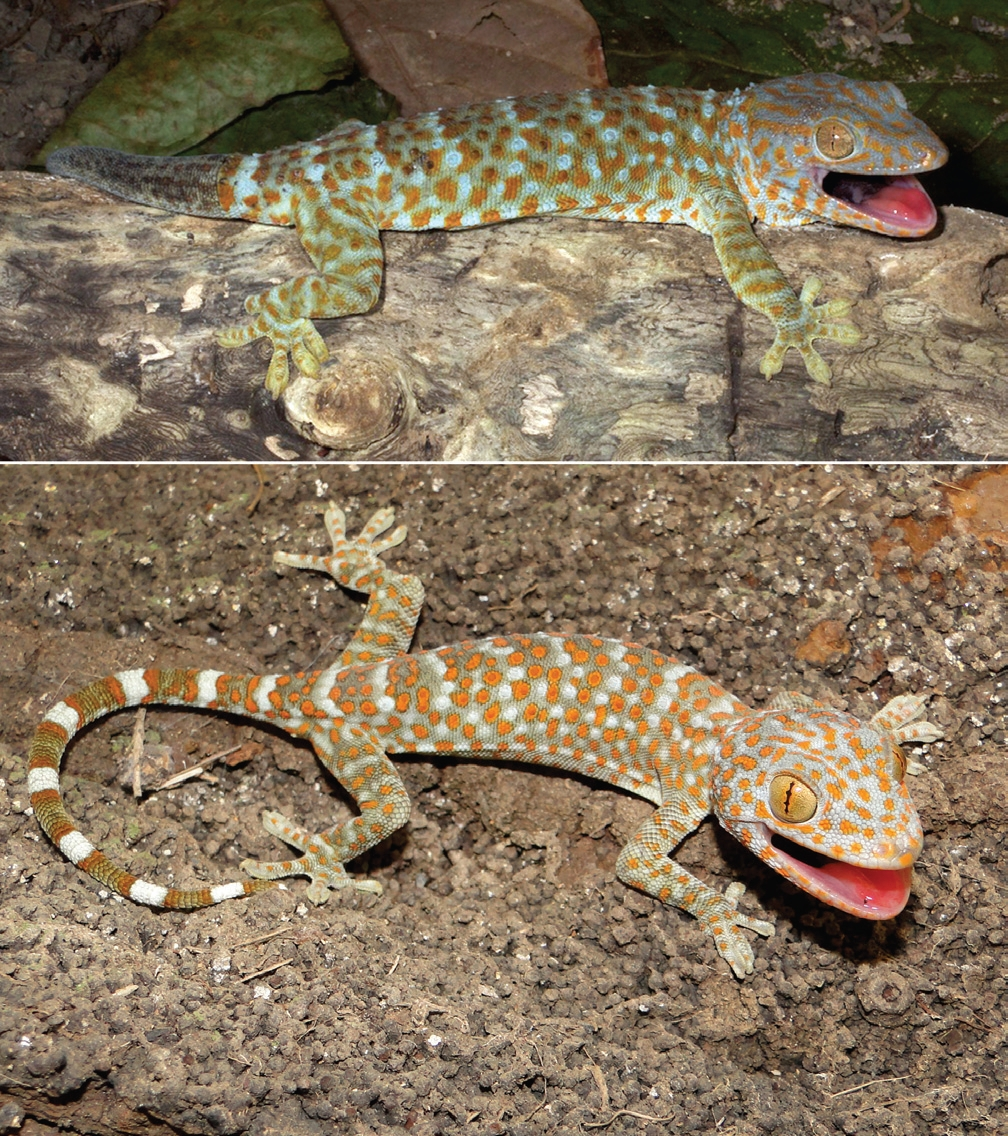
Adulter (oben) und juveniler (unten) Tokeh. Beim adulten Exemplar kann man eine bräunliche Verfärbung des regenerierten Schwanzes erkennen

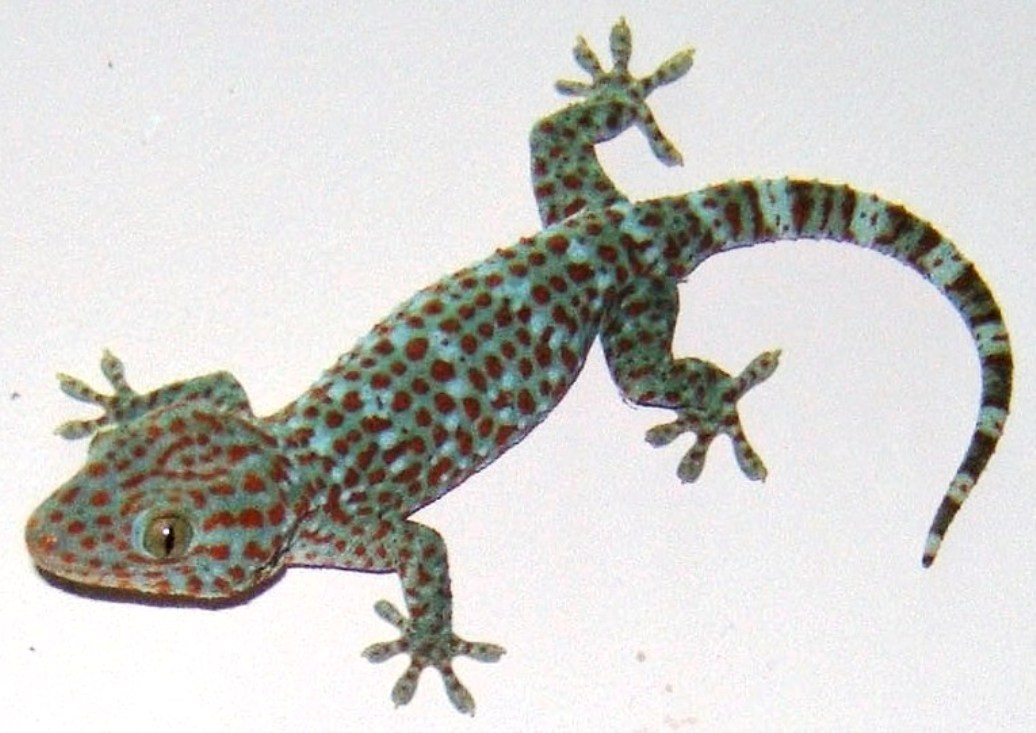
Tokeh in Vietnam

Der Tokeh oder Tokee (Gekko gecko) ist ein nachtaktiver Gecko und erreicht eine Länge von bis zu 35 Zentimetern. Der Tokeh wurde bereits 1758, damals noch als Lacerta gecko, erstmals beschrieben. Er ist die Typusart der Gattung Gekko, dessen Vertreter auch als Echte Geckos bezeichnet werden. Namensgebend ist der Klang der Rufe des männlichen Tieres: to-keeⓘ.

## Merkmale
Der Tokeh ist von blaugrauer bis braungrauer Farbe und mit zahlreichen roten und blauen Flecken gemustert. Jungtiere haben einen dunkelblauen, weiß gebänderten Schwanz. Die Schuppen sind körnig. Reihen von größeren Höckerschuppen stehen zwischen den kleineren Schuppen. Der Kopf ist breit und von kleinen, vieleckigen Schuppen bedeckt. Männchen unterscheiden sich durch einen massigeren Kopf und 10 bis 24, in einer winkeligen Reihe angeordneten Präanalporen von den Weibchen. Außerdem ist die Schwanzwurzel wegen der darin befindlichen Hemipenistaschen verdickt.

## Verbreitung
Der Tokeh lebt von Nordostindien über Bangladesch, den Süden Chinas, Taiwan, Südostasien und im Malaiischen Archipel bis zu den Aru-Inseln im Osten und den Philippinen im Norden. In Florida, Hawaii und Martinique wurde er vom Menschen eingeführt. Die Echsen waren ursprünglich Regenwaldbewohner, leben heute aber auch als Kulturfolger an oder in den Häusern. In Teilen ihrer Heimat gelten Tokehs als Glücksbringer und genießen daher einen gewissen Schutz.

## Fortpflanzung
Wie fast alle Geckos legt der Tokeh pro Gelege stets zwei hartschalige Eier. Allerdings kann ein Weibchen bis zu fünf Mal im Jahr Eier legen. Die weißschaligen Eier haften am Untergrund und sind auch miteinander verklebt. Das Weibchen bleibt bei seinem Gelege und verteidigt es gegen Fressfeinde. Die jungen Geckos schlüpfen je nach Temperatur nach 100 bis 180 Tagen und sind dann schon acht bis zehn Zentimeter lang. Sie werden, bis sie ihre Jugendfärbung verlieren, vom Weibchen bewacht. Tokehs können 25 Jahre alt werden.

## Lebensweise
Tokehs gehören zu den Lamellengeckos, jeder Fuß ist mit einer Milliarde feinster Härchen (etwa 200 Nanometer breit und lang), sogenannte Spatulae, besetzt. Aufgrund von Van-der-Waals-Kräften finden sie damit auf allen Oberflächen Halt und können sogar kopfüber, also an der Unterseite einer horizontalen Glasscheibe laufen.
Der Tokeh ernährt sich von großen Insekten (wie zum Beispiel: Grillen, Heuschrecken, Schaben usw.), aber auch von Mäusen und kleineren Reptilien. Im Allgemeinen sagt man, dass der Tokeh alles frisst, was er überwältigen kann. Trinkwasser nimmt er in der Regel über die Nahrung oder über das Ablecken von Wassertropfen auf. In Gefangenschaft wurde auch die Wasseraufnahme aus bereitgestellten Gefäßen beobachtet.